# Auto Focus
Auto Focus è un film statunitense del 2002 diretto da Paul Schrader, basato sul romanzo di Robert Graysmith Auto Focus: The Murder of Bob Crane.
Il film racconta la vita di Bob Crane, attore conosciuto in tutto il mondo come protagonista della serie televisiva Gli eroi di Hogan, ma anche mattatore radiofonico e valente batterista, che morì assassinato nel 1978. La pellicola, nella fattispecie, 
è incentrata sulla sua ambigua amicizia con John Henry Carpenter, esperto di tecnologie audiovisive, il quale lavorò con l'azienda giapponese che successivamente prese il nome di Sony, con cui portò negli Stati Uniti i primi videoregistratori.

## Trama
Bob Crane è un affermato conduttore radiofonico, bravo batterista, ottimo padre di famiglia, cristiano praticante, non beve una goccia d'alcol. Dietro l'immagine positiva, Crane nasconde però un vizio segreto: è un fotografo amatore, e il soggetto che ama maggiormente rappresentare è la donna, soprattutto nuda, e in particolare i seni femminili.
Una volta divenuto protagonista della serie televisiva Gli eroi di Hogan, che gli dona grande popolarità e, soprattutto, grande fascino e facilità d'approccio con il gentil sesso, la vita di Crane cambia notevolmente. Un ulteriore impulso al cambiamento gli deriva in particolare dall'incontro con John Carpenter, un tecnico del video che lavora per la Sony e che è il primo a importare il videoregistratore negli Stati Uniti e anche il primo videoamatore. Essendo amico di Richard Dawson, l'interprete del caporale Peter Newkirk nella serie Gli eroi di Hogan, Carpenter sul set fa conoscenza con Crane. I due vanno subito d'accordo, e si trovano in sintonia anche per quanto concerne l'interesse che entrambi provano nei confronti delle donne, circostanza che getta le basi per un'ulteriore evoluzione della vita privata di Crane.
Nel 1978 Crane muore assassinato in circostanze misteriose. Le indagini e i sospetti si concentrano fin dall'inizio sull'amico Carpenter, che rimarrà l'unico indagato (né verrà mai provata la sua colpevolezza) fino alla sua morte, avvenuta nel 1998.
Il film riporta la tesi principale: all'epoca del suo assassinio, Bob Crane non aveva più alcun legame affettivo stabile se non l'amicizia con John Carpenter, ma voleva chiudere i rapporti anche con questi. La sera prima della morte di Crane, Carpenter lo chiamò al telefono più volte nell'albergo di Scottsdale, Arizona, dove l'attore alloggiava durante una tournée. Il corpo di Crane fu ritrovato senza vita la mattina del 29 giugno, con profonde ferite alla testa dovute, secondo le indagini, a colpi inferti con un treppiede da videocamera. Sul suo corpo furono rinvenute tracce di sperma, mentre tracce di sangue furono riscontrate sull'automobile di Carpenter, ma il film non riporta questi dettagli: d'altra parte, l'analisi del DNA nelle perizie di procedura penale non era ancora praticata nel 1978 (l'epoca dei primi utilizzi risale al 1985).

## Critiche
Tanto i familiari di Crane, quanto quelli di Carpenter, rigettarono da subito le tesi rappresentate nel film: il figlio di Bob, Scotty Crane (avuto dal secondo matrimonio con Sigrid Valdis), affermò, per esempio, che suo padre non fosse veramente un cristiano praticante, né tantomeno fu amico di alcun prete; da parte loro, i familiari di Carpenter rigettarono l'omosessualità del loro congiunto adombrata nel film e negarono che fosse discromatopsico, come si evincerebbe dal film a spiegazione del suo allontanamento dalla Sony.